# Hurunui District
Der Hurunui District ist eine zur Region Canterbury gehörende Verwaltungseinheit in Neuseeland. Der Rat des Distrikts, Hurunui District Council (Distriktrat) genannt, hat seinen Sitz in der Stadt Amberley, ebenso wie die Verwaltung des Distrikts.

## Geographie

### Geographische Lage
Der Hurunui District verfügt über eine reine Landfläche von 8641 km² und ist damit der größte Distrikt der Region Canterbury. Zum Census im Jahr 2013 zählte der Distrikt 11.529 Einwohner und brachte es damit auf eine Bevölkerungsdichte von 1,3 Einwohner pro km², die zweitgeringste der Region.
Im Nordwesten des Distrikts grenzen zwei Distrikte der Region West Coast an, der Grey District und der Buller District, gefolgt vom Tasman District, der eine Unitary Authority darstellt. Ebenfalls eine Unitary Authority stellt der Marlborough District dar, der die nördliche Grenze bildet. Im Nordosten liegt der Kaikoura District. Der Südwesten hingegen wird von den Distrikten Selwyn und Waimakariri begrenzt und die südöstlich bis östliche Grenze wird von der Küstenlinie zum Pazifischen Ozean gebildet.
Landschaftlich geprägt ist der Distrikt im Südosten von einer Berg- und Hügellandschaft bis hin zur Küste, einer kleinen Ebene, die sich Amuri Plain nennt und im Nordwesten von einer Berglandschaft, die sich zwischen 1000 m und 2000 m bewegt und ihren Abschluss in den bis zu 2226 m honen Spenser Mountains findet, deren Gipfelregionen gleichzeitig die Distriktgrenze nach Westen darstellt. Die beiden wichtigsten Flüsse des Distrikts, sind der Waiau Uwha River und der Hurunui River, die beide des Distrikts in südöstlicher Richtung durchqueren. Größter See des Distrikts ist der Lake Sumner, der vom Hurunui River gespeist und entwässert wird.
Der größte Ort des Distrikts ist Amberley mit 1575 Einwohnern. Alle anderen Orte liegen unterhalb der 1000 Einwohnern-Marke.

### Klima
Die östliche Hälfte des Hurunui District liegt komplett im Windschatten der westlich liegenden Neuseeländischen Alpen. Mit um die 700 mm Niederschlag pro Jahr ist der Teil vergleichsweise trocken. Weiter westlich sind Niederschlagsmengen jenseits von 1200 mm, in den Alpenregionen über 2000 mm zu rechnen. Die durchschnittlichen Tagestemperaturen im Sommer liegen im östlichen Teil zwischen 20 °C und 24 °C und im westlichen Teil zwischen 16 °C und 19 °C je nach Höhenlage. Mit Ausnahme der Küstenregion liegen die durchschnittlichen Tagestemperaturen im Hinterland im Winter im einstelligen Minusbereich, an der Küste dagegen zwischen 1 °C und 4 °C. Die jährliche Sonnenscheindauer beträgt im östlichen Teil zwischen 2000 und 2100 Stunden und im westlichen Teil zwischen 1700 und 1900 Stunden je nach Höhenlage.

## Bevölkerung

### Bevölkerungsentwicklung
Von den 11.529 Einwohnern des Distrikts waren 2013 804 Einwohner Māori-stämmig (7,0 %). Damit lebten 0,1 % der Māori-Bevölkerung des Landes im Hurunui District. Das durchschnittliche Einkommen in der Bevölkerung lag 2013 bei 28.600 NZ$ gegenüber 28.500 NZ$ im Landesdurchschnitt.

### Herkunft und Sprachen
Die Frage nach der Zugehörigkeit einer ethnischen Gruppe beantworteten in der Volkszählung 2013 93,4 % mit Europäer zu sein, 7,3 % gaben an, Māori-Wurzeln zu haben, 0,8 % kamen von den Inseln des pazifischen Raums und 2,3 % stammten aus Asien (Mehrfachnennungen waren möglich). 15,0 % der Bevölkerung gab an in Übersee geboren zu sein. 1,3 % der Bevölkerung sprachen Māori als zweithäufigste Sprache nach Englisch, unter den Māori 11,5 %.

## Politik

### Verwaltung
Der Hurunui District ist noch einmal in fünf Wards unterteilt, dem Amberley Ward und dem Amuri-Hurunui Ward mit je drei Councillors (Ratsmitglieder), dem Cheviot Ward, dem Glenmark Ward und dem Hanmer Springs Ward mit je einem Councillor. Die neun Councillors bilden zusammen mit dem Mayor (Bürgermeister) den Distrikt Council (Distriktrat) und werden alle drei Jahre neu gewählt.

## Infrastruktur

### Straßenverkehr
Verkehrstechnisch angeschlossen ist der Distrikt durch den New Zealand State Highway 1, der von Süden kommend den Distrikt an der Küste entlang nach Norden durchquert. Bei Waipara zweigt der State Highway 7 vom State Highway 1 ab und führt durch die Amuri Plain nach Nordwesten über die Neuseeländischen Alpen zur Westküste.

### Schienenverkehr
Ebenfalls an der Küste entlang verläuft die Eisenbahnlinie des South Island Main Trunk Railway, der den Distrikt mit Invercargill, Dunedin und Christchurch im Süden und die nördlichen Landesteilen der Südinsel verbindet. Auf dieser Eisenbahnstrecke werden aber lediglich Güter transportiert.